# Lambaya
Lambaya is een bestuurslaag in het regentschap Simeulue van de provincie Atjeh, Indonesië. Lambaya telt 517 inwoners (volkstelling 2010).